# Acacia arrecta
Acacia arrecta är en ärtväxtart som beskrevs av Bruce R. Maslin. Acacia arrecta ingår i släktet akacior, och familjen ärtväxter. Inga underarter finns listade i Catalogue of Life.